# ハラダボクシングジム
ハラダボクシングジムは、大阪府大阪市住之江区にあるボクシングジム。会長は、原田剛志。

## 所属選手

### 主な現役選手
- 亀田京之介（現日本フェザー級ユース王者。亀田三兄弟の従兄弟、以前は協栄・花形所属）
- 浅海勝太（日本フライ級ランカー）

### 過去の選手
- 原田剛志（元OPBF東洋太平洋フェザー級王者、スーパーバンタム級でWBC世界タイトル挑戦経験、元会長・原田実雄の息子[1]）
- ネルソン原田（元日本スーパーフライ級王者）
- 小宮山カツミ（元WBAジュニアフライ級1位）
- 神田桃子（井岡→勝又→協栄→寝屋川石田へ移籍）
- 緒方汐音（ワイルドビート→寝屋川石田→KWORLD3へ移籍）
- ガルシア・パブロ（伊波・ファン・カスティーヨの実弟、以前は真正所属）
- 久田哲也（第40代日本ライトフライ級王者）

## 所在地
- 大阪府大阪市住之江区粉浜西2-2-18

### アクセス
- Osaka Metro四つ橋線玉出駅より徒歩3分
- 南海本線粉浜駅より徒歩5分